# Tonkin-bugten
Tonkin-bugten (vietnamesisk: Vịnh Bắc Bộ; forenklet kinesisk: 北部湾; traditionelt kinesisk: 北部灣; pinyin: Běibù Wān) er en bugt der ligger mellem Kina og Vietnam. Bugten måler ca 480 x 240 km. Bugten er forholdsvis lavvandet, med vanddybder under 60 m. Beihai i Kina og Haiphong i Vietnam er de største havne i bugten. Den nordvestlige del af bugten ud for havnebyerne Haiphong og Ha Long kaldes Ha Long-bugten. Her findes et eventyragtigt område med hundredvis af små og større kalkstensøer, der er fredet som en del af Verdens kulturarv under tilsyn af UNESCO.
Tonkin betyder "Den østlige hovedstad," efter Hanoi, Vietnams hovedstad. Bugten har givet navn til Tonkin-episoden, navnet på episoder den 2. og 4. august 1964, der medførte at den amerikanske kongres skrev Tonkin-resolutionen. Resolutionen resulterede i USA´s reelle indtræden i Vietnamkrigen.
19°45′N 107°45′Ø / 19.75°N 107.75°Ø